# Karma (rejon lelczycki)
Karma (biał. Карма, Karma; ros. Корма, Korma) – wieś na Białorusi, w obwodzie homelskim, w rejonie lelczyckim, w sielsowiecie Bukcza.

## Warunki naturalne
Wieś położona jest wśród dużego kompleksu leśno-bagiennego, w pobliżu Rezerwatu Krajobrazowego Błota Olmańskie.

## Historia
W okresie międzywojennym chutor położony w Związku Sowieckim, w pobliżu granicy z Polską. Od 1991 w niepodległej Białorusi.